# Mimocoelodes minutus
Mimocoelodes minutus is een keversoort uit de familie Hybosoridae. De wetenschappelijke naam van de soort is voor het eerst geldig gepubliceerd in 1930 door Pic.